# Розсохівське
Розсохі́вське — село в Україні, в Народицькій селищній територіальній громаді Коростенського району Житомирської області. Населення становить 69 осіб.

## Історія
Колишня назва Хутір Розсохівський.
Станом на 1892 рік був приписаний до Хрестовоздвиженської церкви села Закусили.
У 1906 році село Народицької волості Овруцького повіту Волинської губернії. Відстань від повітового міста 25 верст, від волості 8. Дворів 104, мешканців 809.
Від 5 березня 1959 року до 15 січня 1982 року — у складі Любарської сільської ради Народицького району Житомирської області.
До 24 травня 2007 року — адміністративний центр Розсохівської сільської ради Народицького району Житомирської області.